# Torsviks skola

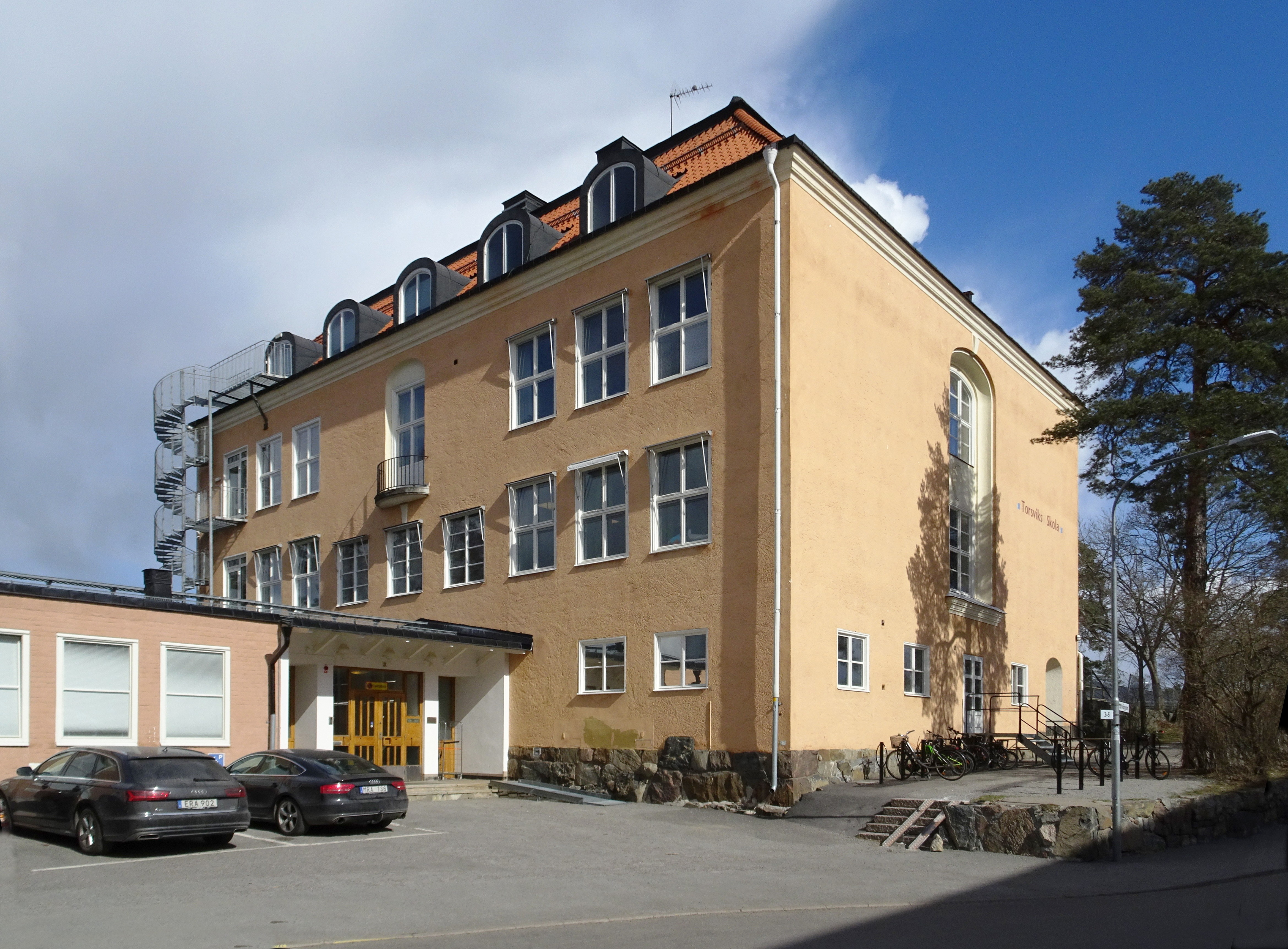
Skolans ursprungsbyggnad från 1906.

Torsviks skola (även Torsviksskolan) är en kommunal grundskola vid Skolvägen 3A-L i kommundelen Torsvik i Lidingö kommun. Skolan har klasser från förskola till årskurs 9 med totalt omkring 850 elever. Bebyggelsen tillkom mellan 1906 och 2021.

## Byggnader
Den äldsta byggnaden (Skolvägen 3A) uppfördes redan 1906 i klassicistisk stil med nationalromantiska detaljer efter ritningar av okänd arkitekt. Det var Lidingös första för sitt ändamål byggda folkskola som besöktes av de kringliggande villastädernas barn. Byggnaden klassas av kommunen som "särskilt värdefull från historisk, kulturhistorisk, miljömässig eller konstnärlig synpunkt". Skolan byggdes om och till 1912 och 1919. Det följde fler byggnadsetapper i takt med att nya bostadsområden med flerbostadshus växte upp i närheten. Huslängan Skolvägen 3C tillkom 1951 och ritades som småskola av arkitekt Folke Löfström. Klassrummen utformades som en envåningsbyggnad med dubbelsidig dagsbelysning, vilket betraktades som ett experiment. 
Från ursprungsbyggnaden sträcker sig lägre byggnader som en länk längs med Skolvägen 3E, 3F och 3G västerut till 3H. Mitt på skolgården (Skolvägen 3B) finns en byggnad från 1978 som innehåller kök och matsal samt förskoleavdelningar. En mindre gymnastikhall (Skolvägen 3J) revs 2017 och ersattes av den nya Torsviks idrottshall som invigdes i september 2021. Skolans byggnader renoverades och moderniserade för 110 miljoner kronor mellan 2016 och 2018.

## Verksamhet
Torsviks skola är en så kallad F–9-skola, vilket innebär att man erbjuder undervisning från förskola till årskurs 9. För närvarande (2022) har skolan omkring 850 elever som undervisas av knappt 60 lärare. Skolan har flera år i rad haft bland de bästa betygsresultaten i Sverige. Skolmaten lagas i ett eget kök och det finns även ett kafé för högstadiets elever. I anslutning norr om skolgården ligger den nya Torsviks idrottshall som är tillgänglig för skolans elever. Där har fritidsklubben för årskurs 4–6 sina lokaler.

## Bilder

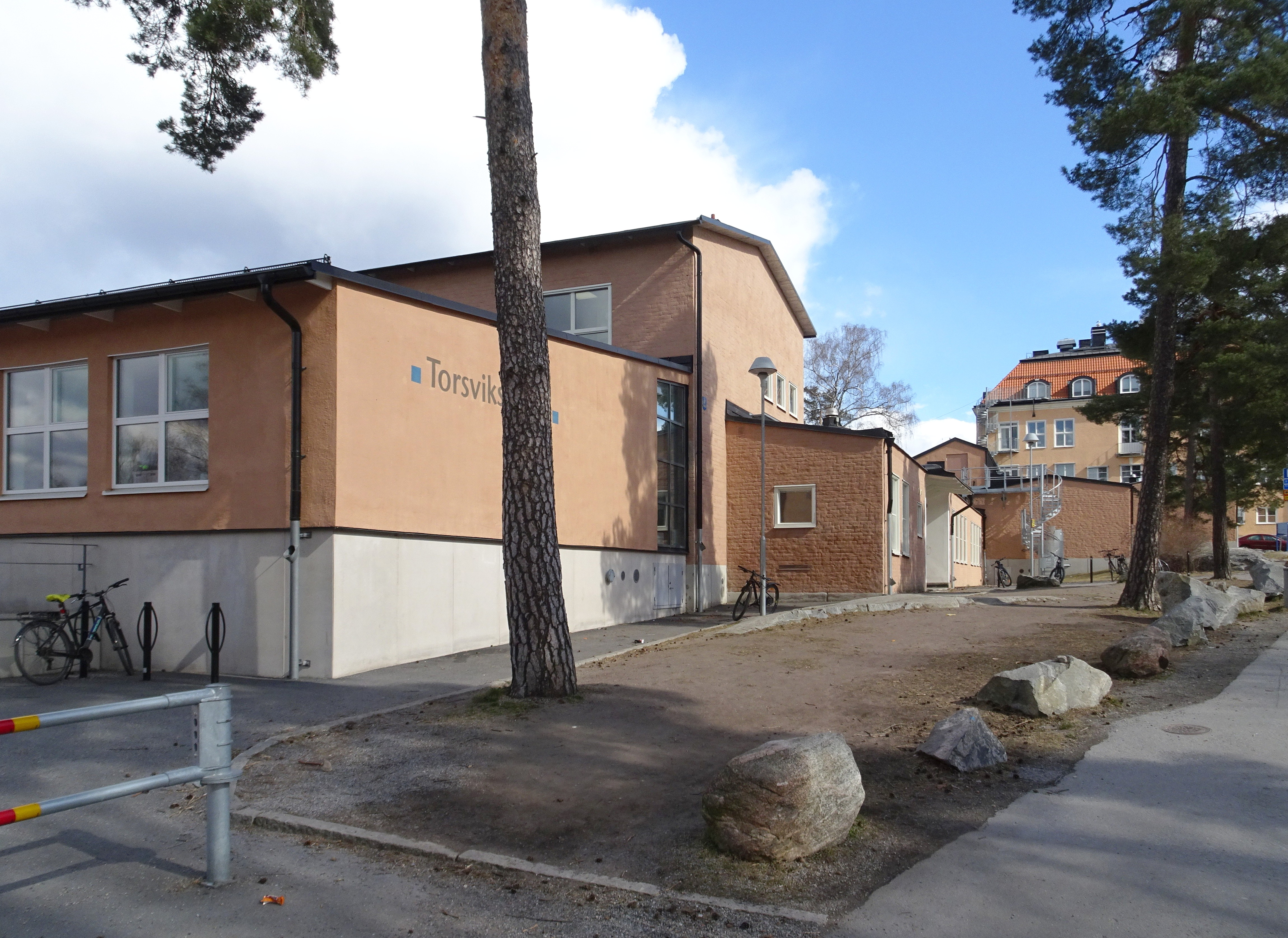
Bebyggelsen längs med Skolvägen.
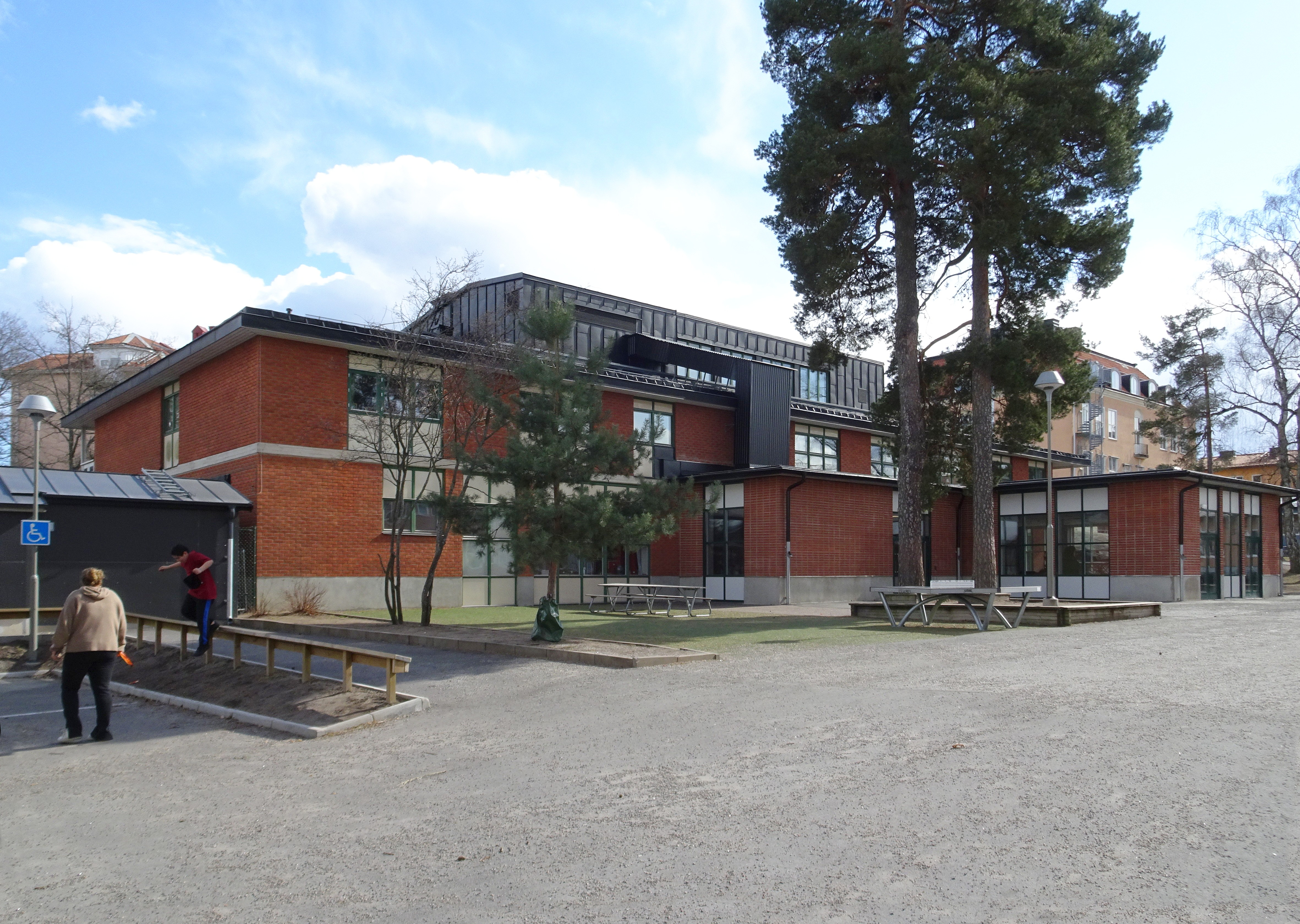
Matsalsbyggnaden, Skolvägen 3B.
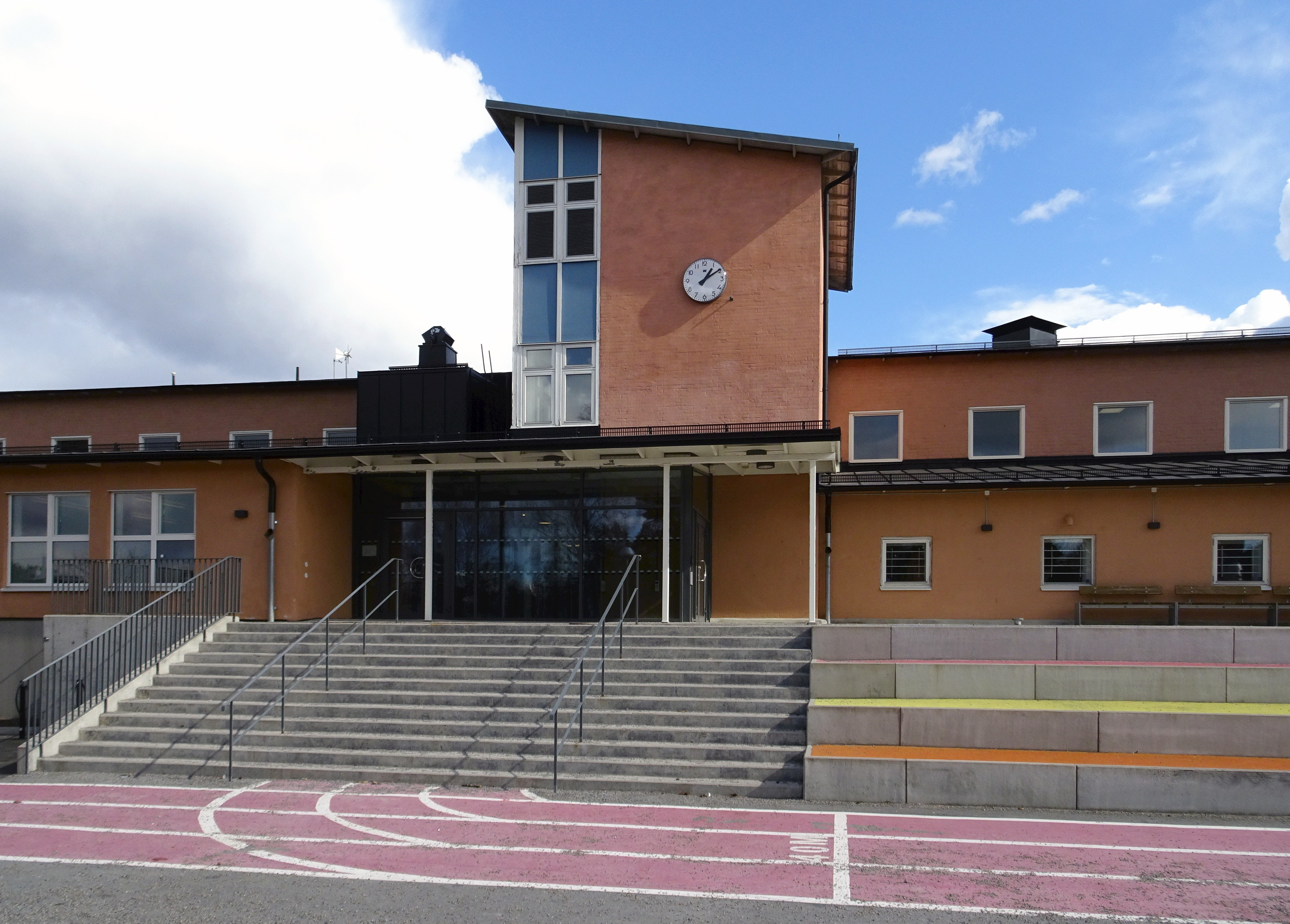
Hus Skolvägen 3H.
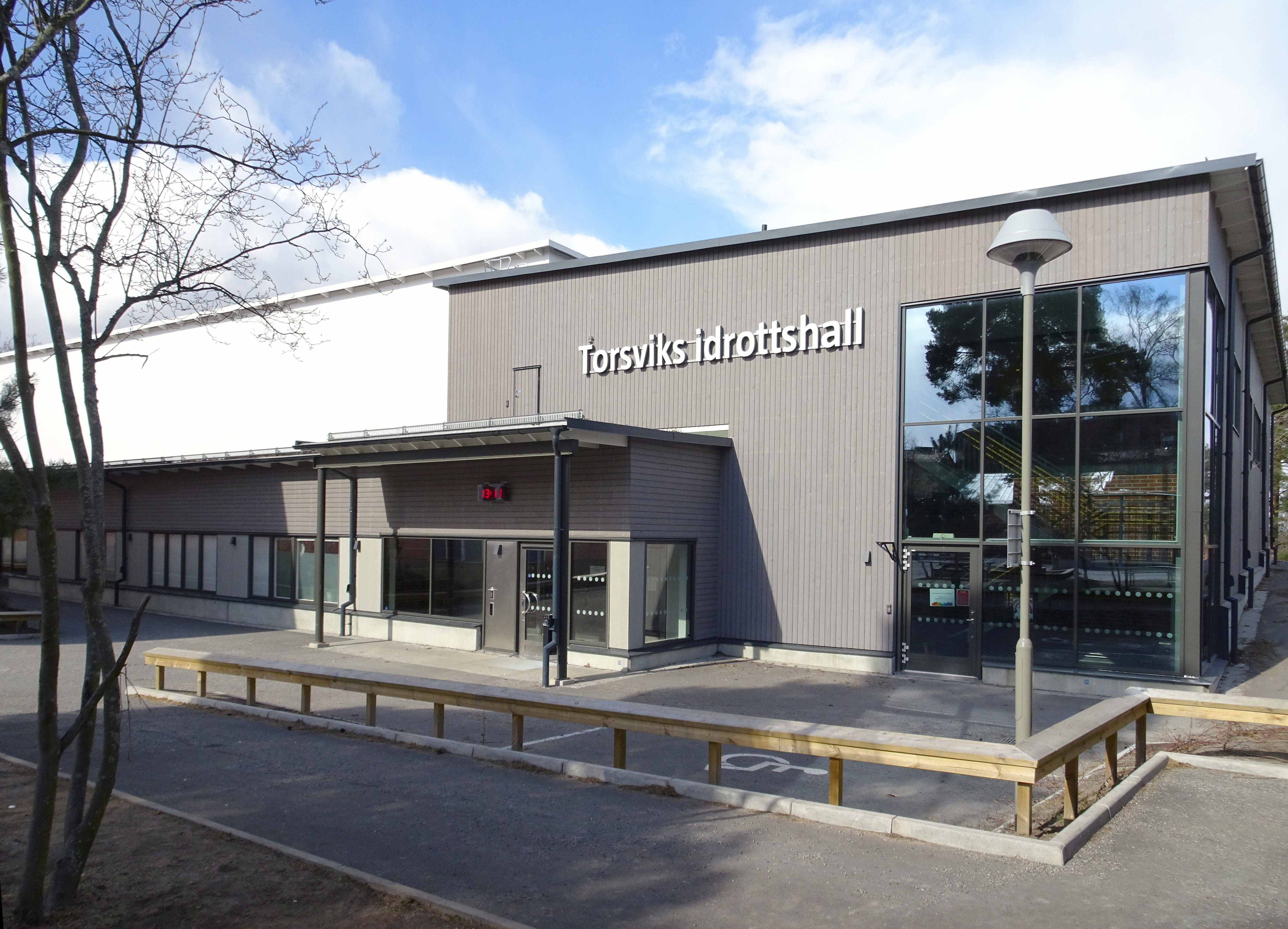
Torsviks idrottshall, Skolvägen 3K.